# آدولفو پدرنرا
آدولفو پدرنرا (اسپانیایی: Adolfo Pedernera‎؛ ۱۵ نوامبر ۱۹۱۸ – ۱۲ مهٔ ۱۹۹۵) بازیکن فوتبال اهل آرژانتین بود.

## باشگاهی
از باشگاه‌هایی که در آن بازی کرده‌است می‌توان به باشگاه فوتبال اتلتیکو هوراکان و باشگاه فوتبال ریور پلاته اشاره کرد.

## تیم ملی
وی همچنین در آرژانتین بازی کرده‌است.